# Дунауйварош (футбольний клуб)
Дунауйварош (угор. Dunaújváros Futball Club) — угорський футбольний клуб з однойменного міста. Відоміший під назвою «Дунаферр». Розформований у січні 2009 року.

## Попередні назви
- 1952: Sztálin Vasmű Építők
- 1954: Sztálinvárosi Vasas
- 1956: Dunapentelei Vasas
- 1957: Dunapentelei SC
- 1957: Sztálinvárosi Vasas
- 1959: Sztálinvárosi Kohász Sport Egyesület
- 1961: Dunaújvárosi Kohász Sport Egyesület
- 1990: Dunaferr Sport Egyesület
- 2003: Slant/Fint Dunaújváros
- 200?: Dunaújvárosi Kohász
- 200?: Dunaújváros Futball Club

## Попередня емблема клубу

## Досягнення
Чемпіонат Угорщини
- Чемпіон Угорщини (1): 2000
- Віце-чемпіон Угорщини (1): 2001

Кубок Угорщини
- Фіналіст Кубка Угорщини (1): 2002

## Єврокубки
| Сезон   | Змагання            | Етап            | Країна     | Клуб                 | Вдома | В гостях | Загальний |
| ------- | ------------------- | --------------- | ---------- | -------------------- | ----- | -------- | --------- |
| 2000-01 | Ліга чемпіонів УЄФА | 2-й квал. раунд | Хорватія   | Хайдук (Спліт)       | 2-2   | 2-0      | 4-2       |
| 2000-01 | Ліга чемпіонів УЄФА | 3-й квал. раунд | Норвегія   | Русенборг            | 2-2   | 1-2      | 3-4       |
| 2000-01 | Кубок УЄФА          | 1-й раунд       | Нідерланди | Феєнорд              | 0-1   | 1-3      | 1-4       |
| 2001-02 | Кубок УЄФА          | Кваліф.раунд    | Кіпр       | Олімпіакос (Нікосія) | 2-4   | 2-2      | 4-6       |

| Турнір              | Матчі | В | Н | П | МЗ | МП |
| ------------------- | ----- | - | - | - | -- | -- |
| Ліга чемпіонів УЄФА | 4     | 1 | 2 | 1 | 7  | 6  |
| Кубок УЄФА          | 4     | - | 1 | 3 | 5  | 10 |

## Відомі гравці
- Ігор Ніченко